# ساجاريكا سريرام
ساجاريكا سريرام (من مواليد 2005) ناشطة مناخية. ومدافعة عن حقوق البيئة كعضو في الأمم المتحدة اللجنة الاستشارية المعنية بحقوق الطفل. في عام 2023، تمت إضافة سريرام إلى قائمة 100 امرأة (بي بي سي).

## السيرة الذاتية
تقود سريرام حركة المناخ من دبي، الإمارات العربية المتحدة، وهي تنحدر في الأصل من تشيناي، الهند. في سن العاشرة، أنشأت سريرام بوابة الويب "Kids4abetterworld"، والتي تهدف إلى تعليم الأطفال في جميع أنحاء العالم ومساعدتهم في مشاريع الاستدامة المجتمعية، باستخدام قدراتها في البرمجة. وهي تدعم هذا من خلال البرامج البيئية التي يتم تقديمها عبر الإنترنت وخارجها، والتي توضح للأطفال كيف يمكنهم إحداث تغيير في تغير المناخ. تم تسجيل سريرام في دورة ترميز وتصميم الويب الخاصة بمركز جونز هوبكنز للشباب الموهوبين (CTY). حققت النتيجة النهائية للمشروع في أطفال من أجل عالم أفضل (K4BW). بعد فترة وجيزة، أدركت أنها تريد أن تجعل مشروع أطفال من أجل عالم أفضل شيئًا يمكن للأشخاص في جميع أنحاء العالم الوصول إليه. أجرت مشروع أطفال من أجل عالم أفضل سلسلة من ورش العمل الصيفية المستدامة لزيادة وعي أطفال المدارس بقضايا المناخ. قامت سريرام وأقرانها بتعليم المشاركين حول مخاطر ظاهرة الاحتباس الحراري وكيفية التخفيف منها. في عام 2023، إدرجت في قائمة بي بي سي 100 امرأة.